# Vojenský historický archiv
Vojenský historický archiv (VHA) je specializovaný archiv Ministerstva obrany České republiky. V letech 1959 až 1999 byl součástí Vojenského historického ústavu (respektive Historického ústavu AČR). Od 1. května 1999 je součástí Vojenského ústředního archivu (VÚA), který je řízen ředitelem VÚA. Jeho nadřízeným je pak ředitel bezpečnostního odboru Ministerstva obrany. VÚA zastřešuje vedle VHA, dva správní archivy a bezpečnostní archiv MO (pro archiválie podléhající utajení).
České (resp. československé) archivnictví bylo budováno od roku 1919 v souvislosti s potřebou dokumentovat činnost legií. Přímým předchůdcem archivu byl archiv Ministerstva národní obrany zřízený roku 1920, od roku 1926 sídlící v karlínské Invalidovně (budova sloužila archivu dlouho, ovšem byla zasažena při povodních roku 2002, od té doby byla hledána vhodnější archivní budova). Od roku 2015 sídlí archiv v budově bývalého vojenského gymnázia v Praze-Ruzyně.
Současný archiv se člení na tři oddělení: 1. oddělení starších fondů a sbírek (do roku 1945), 2. oddělení novodobých fondů a sbírek (archiválie po roce 1945) a 3. oddělení digitálního archivu a digitalizace archiválií.

## Ředitelé
- Vojtěch Fejlek (1958–1971)
- Ladislav Kopecký (1973–1988)
  - pověřen pplk. Ján Semáč (1989)
- Jiří Krupička (1989–1990)
- Ivan Šťovíček (1990–1994)
- Růžena Hlušičková (1994–1996)
- Július Baláž (1996–2024)